# Ushio Kensuke
Ushio Kensuke (牛尾憲輔 (Ngưu Vĩ Hiến Phụ) Ushio Kensuke, 1 tháng 3 năm 1983) là một nhà soạn nhạc, nhạc sĩ nhạc rock và EBM người Nhật Bản biểu diễn với nghệ danh là agraph.
Anh là thành viên của ban nhạc rock Nhật Bản Lama. Cùng với Lama anh đã cho phát hành hai album phòng thu có thời lượng dài, New! (2011) và Modanica (2012). Cả hai album đều lọt vào bảng xếp hạng Japanese Albums Chart.
Trong vai trò nhạc sĩ nhạc EBM, anh đã cho ra ba album, tất cả cũng đều lọt vào Japanese Albums Chart. Anh còn viết nhạc và sáng tác nhạc phim cho một số anime truyền hình dài tập và các bộ phim điện ảnh như Dáng hình thanh âm, Space Dandy, Devilman Crybaby, Boogiepop, Ping Pong, Liz and the Blue Bird và Sanī/32.

## Sự nghiệp
Từ nhỏ Ushio Kensuke đã học chơi piano. Anh theo học ngành nghệ thuật và âm nhạc ở Đại học. Cùng lúc đó anh còn học cách sử dụng phần mềm chỉnh âm Pro Tools. Ở tuổi 20 Ushio có lần tiếp xúc đầu tiên với dòng nhạc điện tử như techno.
Anh khởi nghiệp độc diễn vào năm 2007 với nghệ danh agraph và sáng tạo nhạc điện tử. Album phòng thu đầu tay của anh có tựa A Day, Phase do Ishino Takkyu chịu trách nhiệm sản xuất được phát hành vào tháng 12 năm 2008. Hai năm sau album thứ hai của Ushio Equal ra mắt và lọt vào bảng xếp hạng Japanese Albums Chart.
Năm 2011, Ushio cùng cựu thành viên của các ban nhạc như Supercar và Number Girl lập ra một ban nhạc rock mới tên là Lama. Ban nhạc đã cho phát hành hai album, cả hai đều lọt vào các bảng xếp hạng album chính thức ở Nhật Bản.
Vì bận với dự án ở Lama nên album thứ ba của Ushio có tựa The Shader mới trình làng vào năm 2016, 6 năm sau album thứ hai. Ushio còn làm nhà soạn nhạc cho nhạc phim điện ảnh. Anh cũng làm nhạc cho các anime truyền hình và điện ảnh như Dáng hình thanh âm, Space Dandy, Devilman Crybaby, Boogiepop, Ping Pong, Liz and the Blue Bird... Trong lúc sáng tác album nhạc phim Dáng hình thanh âm, bên cạnh việc nghiên cứu khái niệm bộ phim, anh đã sử dụng tới cả máy trợ thính để nghiên cứu, hỗ trợ cho việc sáng tác.

## Đĩa nhạc

### Độc diễn
- 2008: A Day, Phase
- 2010: Equal
- 2016: The Shader

### LAMA
- 2011: Now
- 2012: Modanica

### Soạn nhạc
- 2014: Space Dandy
- 2014: Ping Pong
- 2016:  A Shape of Light (nhạc phim Dáng hình thanh âm)
- 2018: Sanī/32
- 2018: Devilman Crybaby
- 2018: Liz and the Blue Bird
- 2018: Boogiepop and Others
- 2020: Cider no you ni Kotoba ga Wakiagaru
- 2020: Japan Sinks 2020